# Antônio Cirilo
Antônio Cirilo da Costa (Rio Vermelho, Minas Gerais, 7 de julho de 1965) é pastor, cantor e missionário, fundador e líder do ministério de louvor Santa Geração, na Igreja Batista de Contagem, em Minas Gerais. Além disso, é escritor, compositor, arranjador, e produtor musical. Filho de lavradores, Antônio mudou-se para Belo Horizonte durante a adolescência em busca de uma vida melhor graças ao êxodo rural. Converteu-se ao cristianismo aos 18 anos de idade. É casado com Dalila e pai de Asafe, Vitória e Davi.
Ao longo de sua carreira como músico, Antônio soma 25 CDs, três DVDs e três DualDisc (estes foram os primeiros do cenário gospel brasileiro), trabalhos que renderam durante sua caminhada mais de um milhão de cópias vendidas, além de participações em vários outros trabalhos. Seu maior sucesso é a música "Poderoso Deus", título do quarto CD. Outra canção sua, intitulada "Sua Presença é Real", foi primeiro lugar numa rádio secular.
Suas turnês internacionais já alcançaram vários países da Europa, também Japão, África do Sul, Estados Unidos da América, Canadá e alguns países do Oriente Médio.

## Carreira
Antônio Cirilo começou sua carreira musical lançando o disco Toca-me, Senhor Jesus no ano de 2000 de forma independente. O álbum contém 12 canções inéditas, com a participação de David Quinlan. No ano seguinte, foi lançado o segundo disco de estúdio, o álbum Adoração Íntima com nove músicas inéditas, também feito de forma independente. Contém participações especiais de David Quinlan e Heloísa Rosa.
Em 2002 foram lançados o terceiro e quarto álbuns de estúdios, A Presença da Glória e Poderoso Deus, o primeiro contém dez faixas, sendo nove músicas inéditas e uma faixa de busca a Deus, nesse disso a faixa "Enche Este Lugar" teve uma participação especial de David Quinlan; esta música posteriormente foi regravada por ele em seu álbum solo Fogo e Glória Curitiba. Já o segundo disco, contém oito canções inéditas, sendo que a faixa título contém participações de David Quinlan, Heloísa Rosa e Nívea Soares. Esse álbum vendeu mais de um milhão de cópias, contribuindo decisivamente para o sucesso do ministério Santa Geração, o disco ainda recebeu a certificação de Disco de Diamante, por mais de um milhão de cópias vendidas.
No ano de 2003 também houve dois discos lançados, o quinto álbum de estúdio e o primeiro disco ao vivo. O quinto álbum de estúdio foi Coração em Arrependimento, com oito canções inéditas e com a participação especial de Heloísa Rosa em "Sangue Precioso", esse álbum também é considerado pelo Super Gospel como um dos 100 melhores álbuns dos anos 2000. O sexto disco gravado por Antônio Cirilo, é também o primeiro ao vivo. Cetro de Justiça foi gravado na Igreja Batista Angelim, em São Luís do Maranhão. A sexta faixa, "Prova de Amor" foi gravada em estúdio. Esse álbum acrescentou um estilo mais “congregacional” junto à participação ao vivo da igreja, pois se diferenciou dos álbuns anteriores que tinham uma pegada mais "devocional", o disco contou com cinco músicas inéditas e participações especiais de David Quinlan (presença carimbada em todos os CDs até aqui) e da pastora Gláucia Rosane.
Em 2004, Antônio  lançou três discos e um DVD e também estreou o seu programa na Rede Super de Televisão. O primeiro trabalho musical a ser lançado nesse ano foi o álbum Rasgue os Céus e Desce, o sétimo disco da carreira do cantor e o segundo ao vivo. Foi gravado no Espaço Gospel da Igreja Presbiteriana em Contagem (MG) e contém oito faixas, sete inéditas, sendo que a primeira se divide em duas faixas. O disco conta com a participação especial de Nívea Soares e os backing vocais de Juliana Barros, João e Helena Tannure,.//www.supergospel.com.br/analise_santa-geracao-rasgue-os-ceus-e-desce_206.html|obra=www.supergospel.com.br|acessodata=2019-03-12|lingua=pt-br}}</ref> O segundo disco lançado nesse ano foi Inocente pelo Sangue de Jesus, com nove músicas inéditas. "Eu Dançarei ao Senhor" tem participação especial de Graciela Gomes e "Eu não Posso Viver sem Ti" teve uma participação especial de Patrícia Costa. O terceiro disco lançado nesse mesmo ano foi uma surpresa, um disco em italiano, Calice Della Salvezza, que não traz músicas nem arranjos novos, mas apenas regravações de músicas de autoria de Antônio, só que agora em italiano. O DVD Encontro de Avivamento foi gravado durante o culto de avivamento na Igreja Batista da Lagoinha em Belo Horizonte. O trabalho contém oito faixas, sendo algumas regravações, ministrações espontâneas e uma mensagem.
O programa Santa Geração foi ao ar no ano de 2004, após passar um tempo desde a participação de Antônio Cirilo no 3º Congresso Internacional de Louvor e Adoração Diante do Trono, pois a Rede Super passou a ser de autoria da Igreja Batista da Lagoinha. O programa ia ao ar toda segunda às 22h. No dia primeiro de agosto de 2011, o Programa Santa Geração passou por uma reformulação, nesse novo formato as músicas passaram a ser em forma de clipes, produzidos pela Rede Super em ambientes com tratamento de imagens, enquanto que as gravações em estúdio são realizadas em croma, possibilitando um formato mais sofisticado. O programa ficou no ar até 2012, quando houve um hiato de dois anos, retornando no dia 3 de abril de 2014, para a segunda temporada, só que em horário e dia diferentes, dessa vez indo ao ar toda quinta às 19h15 e sendo reprisado na sexta-feira às 17h. O programa permaneceu no ar até 2016, sendo colocado na íntegra no canal do YouTube que até o momento tinha o nome de “Santa Geração TV”.
Mais dois discos foram lançados em 2005. O nono álbum da série Santa Geração, Eleva-me Senhor, também conta com oito faixas, todas inéditas, incluindo a participação especial de Patrícia Costa na música "Invocação". O décimo CD da série Santa Geração foi Mais Fogo, Mais Glória, o terceiro ao vivo, gravado no Congresso Fogo e Glória em julho de 2005. É o primeiro álbum duplo (mídia com dois CDs) da carreira musical do cantor, o primeiro disco conta com sete faixas, seis músicas inéditas e uma regravação da canção "O Senhor é Bom" (música que consta no CD Inocente pelo Sangue de Jesus) em inglês ("The Lord is Good"). O segundo disco conta com duas faixas, uma ministração e uma canção do pastor.
Jesus Adorado foi gravado ao vivo no Encontro Fogo e Glória que aconteceu em julho de 2005 e lançado no ano seguinte. O projeto se originou de uma parceria entre os ministérios Santa Geração e Uma Chamada Para as Nações, parceria que também gerou outros álbuns com participações de Antônio Cirilo. Diferentemente dos outros trabalhos dessa parceria, Jesus Adorado tem todas as suas faixas interpretadas por Cirilo. Três delas são inéditas: a canção que dá título ao disco, "I Like to See You" e "Teu Nome é o Meu Perfume", além de duas regravações: "Faça-me Ouvir" (presente no álbum Mais Fogo, Mais Glória; o que muda é somente o nome, que nesse disco é "Faça-me Ouvir, Faça-me Sentir") e "Santo é o Senhor" (presente no álbum Rasgue os Céus e Desce).
Em 2006, foram lançados os dois primeiros DualDisc (mídia com dois lados, um CD e o outro DVD) gospel no Brasil, gravados em 2002 no III Congresso Internacional de Louvor e Adoração, na Igreja Batista da Lagoinha. O primeiro tem o título Adoração Como Arma de Ataque, com duas músicas no lado CD, sendo uma inédita "Herói da Minha Vida" e uma regravação de "Poderoso Deus". No lado DVD há a mensagem que dá nome ao disco. O segundo tem o título parecido com o primeiro, só mudando o final, Adoração Como Arma de Defesa, também com duas faixas no lado CD, duas regravações das músicas "Intimidade" (presente no álbum A Presença da Glória) e "Não Há Outro Como Tu" (presente no álbum Poderoso Deus). No lado DVD, vem a mensagem que dá título à obra.
Também em 2006 foram lançados mais três CDs. Um destes somente com mensagens chamado de E o Fogo Arderá, que traz duas faixas, uma delas com intercessão e outra que dá título ao CD. Tu és tão Lindo, é o oitavo álbum de estúdio e o décimo primeiro da série Santa Geração, apesar de ser um álbum de estúdio, há duas faixas ao vivo, uma regravação da música "Jesus, Jesus, Jesus" (presente no primeiro CD, Toca-me, Senhor Jesus) e a outra é "Aba Pai", contando com essas, o disco contém oito faixas. O outro CD desse ano é o álbum Mais de Deus, o décimo segundo da série Santa Geração, contendo oito faixas, sendo três canções gravadas em estúdio e cinco ao vivo, dessas, duas são regravações de trabalhos anteriores ("Intimidade" e "Tua Presença é Real"), as outras seis são inéditas. Há também uma participação especial de Joice na faixa-título do trabalho.
Deus de Milagres é o terceiro DualDisc lançado por Antônio, foi gravado ao vivo em São Paulo em setembro de 2006 e lançado em 2007. É o décimo nono trabalho do cantor, contabilizando todos os discos lançados até aqui. O lado CD contém seis faixas, com quatro músicas inéditas, uma regravação de "Enche Este Lugar" (presente no álbum A Presença da Glória) e uma mensagem ministrada pelo pastor. No lado DVD, repetem quase todas as faixas disponíveis no CD, com alguns acréscimos: uma faixa de abertura, mais duas regravações ("Eu Sou do Meu Amado" e "Tu és Adorado") (presentes no álbum Cetro de Justiça), uma faixa com outra mensagem do pastor e os extras, totalizando onze faixas.
O décimo terceiro trabalho da série Santa Geração é o álbum Faz-me Fluir, lançado em 2007, também com oito faixas; dessas, duas são regravações: "O Senhor é o Meu Pastor" (presente no álbum Adoração Íntima com o nome "Salmo 23") e "Poderoso Deus" (presente no disco de mesmo nome). O álbum também contém cinco músicas inéditas e uma faixa de ministração.
No ano de 2008, foram feitos dois trabalhos, um CD e um CD/DVD. Disponível é o décimo quarto álbum da série Santa Geração e o quarto gravado ao vivo, o disco contém sete faixas, incluindo uma ministração e seis músicas inéditas. Eu sou de Deus, também descrito no encarte por Antônio Cirilo como Deus de Milagres 2, é um CD/DVD, no estilo do "primeiro" Deus de Milagres. No CD são apenas quatro faixas. A primeira é faixa de introdução; a segunda tem o título que dá nome ao disco, sendo a única música inédita do disco; a terceira é uma regravação, "Canção da Alegria" (presente no CD Rasgue os Céus e Desce com o nome "Som da Alegria"); e a última é uma mensagem pregada pelo pastor. O DVD começa com uma ministração de Antônio e entra Judson de Oliveira para continuá-la e depois entrar na sequência descrita no CD. Após a terceira faixa há algumas inclusões: a canção "Teus Filhos Clamam por Ti", uma ministração em conjunto com a canção "Poderoso Deus", outra ministração em conjunto com a canção "Aleluia ao Cordeiro" e para encerrar a ministração que também está no CD.
Em 2009, o ministério Santa Geração representado pela pessoa de Antônio, assinou a produção e distribuição pela Som Livre e o primeiro fruto dessa parceria foi o CD Descanso, lançado nesse mesmo ano. Esse disco contém nove faixas, todas inéditas, com participação especial de David Quinlan em "Filho de Deus" e "Te Adoramos".
O segundo e último trabalho lançado com o selo Som Livre, foi em 2010. A Essência é Jesus é o vigésimo quarto trabalho do cantor. Gravado ao vivo, o álbum traz nove faixas; dessas, quatro são músicas inéditas (a canção que dá título ao CD, "Ó Minh'alma", "Adoramos" e "Derrama Tua Glória Senhor"); duas são ministrações e três são regravações: "Jesus Eu Te Amo" (presente no CD Cetro de Justiça) com a participação de Jason Lee Jones (na parte em inglês), Judson de Oliveira e Juliana Ribeiro; "Deus de Milagres" (presente no CD de mesmo nome); e uma nova roupagem de "Canção da Alegria" (presente no CD Rasgue os Céus e Desce com o nome "Som da Alegria").
Em 2011, Antônio Cirilo junto com seus amigos David Quinlan e Nívea Soares, gravaram um clipe com a banda Som do Céu de Moçambique. A faixa é cantada no dialeto local e também em português. Alex Passos, após ouvir dos rapazes da banda que eles gostariam de gravar uma música com cantores brasileiros, ficou emocionado e decidiu presenteá-los com esse clipe.
Também em 2011, mais precisamente no dia 26 de abril, estreia no YouTube o canal Santa Geração TV, que a princípio serviria para colocar os programas que passavam na Rede Super no canal, depois passando a ser um canal de comunicação com o público, tornando-se algo mais pessoal, com o cantor subindo vídeos de suas pregações e ministrações. O canal contém todas as suas obras na íntegra, todos os CDs, DVDs e DualDisc. No ano de 2018, o canal passou a ter o nome do cantor, já que o mesmo se dedica a enviar vídeos quase que diariamente para o canal.
Após um período de conversas entre o cantor e a gravadora, foi assinado no dia 19 de julho de 2011 um contrato com a Graça Music.
Com início das gravações em 8 de agosto de 2011, o álbum Deus É Glorioso foi produzido por Ruben di Souza e gravado no estúdio Mosh, em São Paulo. Foi o primeiro disco lançado com o selo da Graça Music. Lançado em novembro de 2011, esse álbum é o vigésimo quinto trabalho do cantor e conta com doze faixas, uma regravação e releitura da canção "Eu Te Buscarei" (presente no disco Mais Fogo, Mais Glória), uma faixa de oração e dez músicas autorais, com participações especiais de seus filhos e esposa na faixa "Jesus, Fonte de Vida", uma participação especial de Júlia Ribas em "Meu Louvor" e participações de seus discípulos da Igreja Batista de Contagem (Minas Gerais) ao longo do álbum. Esse álbum foi o mais diferente dos discos gravados, pois são canções de menor duração e um total de doze faixas.
No dia 15 de fevereiro de 2012, o cantor recebeu a certificação de Disco de Ouro pelas 40 mil cópias vendidas do álbum Deus É Glorioso, lançado pela Graça Music no ano de 2011. O prêmio foi entregue ao final do Encontro de Avivamento que aconteceu na Igreja Batista da Contagem.
Houve o lançamento, na ExpoCristã 2012, de mais um trabalho pela Graça Music, o DVD Músicas e Mensagens, com vinte faixas que mesclam, tirando apenas "O Cálice e o Pão", todas as canções lançadas no disco Deus É Glorioso, só que em forma de clipes e mensagens. São dez faixas de música e dez de mensagens. O trabalho também conta com o making of. O projeto foi gravado nas cidades de Belo Horizonte e Rio de Janeiro. A direção de vídeo ficou por conta de PC Junior e o projeto gráfico foi assinado por Lincoln Baena.
Em junho de 2013 começaram os trabalhos de gravação do novo disco a ser lançado no estúdio Ultra Music, localizado em Belo Horizonte, com produção musical do próprio cantor e a parte de pós-produção foi feita em Nova York. Foram cogitadas várias participações especiais durante as gravações. Além dos cantores que fizeram participações, foram chamados Fernanda Brum e Thalles Roberto, porém, como justificado por Antônio Cirilo, por conta da agenda apertada, eles não puderam participar.
O segundo e último disco com o selo da Graça Music foi lançado em 2014, após a segunda metade do ano anterior em produção, pós-produção e masterização. Canção da Eternidade, descrito pelo cantor como "retorno às raízes do Santa Geração, mas usando os recursos atuais", é o vigésimo sexto trabalho do cantor, conta com treze faixas inéditas, incluindo "Medley" que contém duas canções e participações especiais de David Quinlan em música "Aquece o Meu Coração" e Nívea Soares em "Santa Geração" (música com o mesmo nome de uma do primeiro disco, mas com letra diferente) e "Profetizarei".
Em setembro de 2015 foi lançado o álbum Minha Vida Mudou, o vigésimo sétimo trabalho do cantor, com cordas gravadas na Rússia. O disco contém 12 faixas; dez delas são canções inéditas e duas são regravações: "Som da Alegria" (presente no álbum Rasgue os Céus e Desce) e um remix de "Eu Sou do Meu Amado" (presente no álbum Cetro de Justiça). A distribuição digital e física foi feita pela Onimusic.
Em 2016, Antônio Cirilo passou o primeiro semestre nos Estados Unidos, para um tempo de aprendizado, retornando ao Brasil no segundo semestre do mesmo ano.
No ano de 2018, o cantor lançou seu vigésimo oitavo trabalho, intitulado Amado Meu, com catorze faixas, sendo sete canções e sete playbacks; dessas faixas, duas são regravações, uma em inglês, que é a primeira faixa do álbum: "Come in This Place" é uma versão de "Enche Este Lugar" (presente no álbum A Presença da Glória) e a outra é uma releitura de "Triunfo de Cristo" (presente no CD Eleva-me Senhor). As outras cinco faixas são inéditas.
Antônio Cirilo também fez participações especiais em alguns álbuns. Um deles é o álbum Som da Chuva 4 do Ministério Uma Chamada Para as Nações. Ele cantou três músicas: "Jesus, Meu Primeiro Amor", "Eu não Posso Viver sem Ti" e "Não Há Outro Como Tu". Outro álbum em que há uma participação especial de Cirilo é Anseio Ardente do Ministério Asas da Adoração. Esse disco foi fruto de uma parceria entre os ministérios.

## Discografia
| Ano  | Título                              | Gravação              | Tipo                | Prêmios                               |
| ---- | ----------------------------------- | --------------------- | ------------------- | ------------------------------------- |
| 2000 | Toca-me, Senhor Jesus               | álbum de estúdio      | musical             | -                                     |
| 2001 | Adoração Íntima                     | álbum de estúdio      | musical             | -                                     |
| 2002 | A Presença da Glória                | álbum de estúdio      | musical             | -                                     |
| 2002 | Poderoso Deus                       | álbum de estúdio      | musical             | Disco de Diamante                     |
| 2003 | Coração em Arrependimento           | álbum de estúdio      | musical             | 73º melhor álbum gospel dos anos 2000 |
| 2003 | Cetro de Justiça                    | álbum ao vivo         | musical             | -                                     |
| 2004 | Rasgue os Céus e Desce              | álbum ao vivo         | musical             | -                                     |
| 2004 | Inocente Pelo Sangue de Jesus       | álbum de estúdio      | musical             | -                                     |
| 2004 | Calice Della Salvezza (em italiano) | álbum de estúdio      | musical             | -                                     |
| 2004 | Encontro de Avivamento              | DVD                   | músicas e mensagens | -                                     |
| 2005 | Eleva-me, Senhor!                   | álbum de estúdio      | musical             | -                                     |
| 2005 | Mais Fogo, mais Glória              | álbum ao vivo (duplo) | musical e mensagens | -                                     |
| 2006 | Jesus Adorado                       | álbum ao vivo         | musical             | -                                     |
| 2006 | Adoração como Arma de Ataque        | DualDisc              | músicas e mensagem  | -                                     |
| 2006 | Adoração como Arma de Defesa        | DualDisc              | músicas e mensagem  | -                                     |
| 2006 | E o fogo Arderá                     | CD ao vivo            | mensagens           | -                                     |
| 2006 | Tu És Tão Lindo                     | álbum de estúdio      | musical             | -                                     |
| 2006 | Mais de Deus                        | álbum ao vivo         | musical             | -                                     |
| 2005 | Deus de Milagres                    | DualDisc ao vivo      | músicas e mensagem  | -                                     |
| 2007 | Faz-me Fluir                        | álbum de estúdio      | musical             | -                                     |
| 2008 | Disponível                          | álbum ao vivo         | musical             | -                                     |
| 2008 | Eu Sou de Deus                      | álbum ao vivo         | músicas e mensagem  | -                                     |
| 2009 | Descanso                            | álbum de estúdio      | musical             | -                                     |
| 2010 | A Essência é Jesus                  | álbum ao vivo         | musical             | -                                     |
| 2011 | Deus é Glorioso                     | álbum de estúdio      | musical             | Disco de Ouro                         |
| 2012 | Músicas e Mensagens                 | DVD                   | músicas e mensagens | -                                     |
| 2014 | Canção da Eternidade                | álbum de estúdio      | musical             | -                                     |
| 2015 | Minha vida mudou                    | álbum de estúdio      | musical             | -                                     |
| 2018 | Amado Meu                           | álbum de estúdio      | musical             | -                                     |

## Videografia
- 2004: Rasguei os Céus e Desce
- 2004: Encontro de Avivamento
- 2006: Adoração como Arma de Ataque
- 2006: Adoração como Arma de Defesa
- 2007: Deus de Milagres
- 2008: Eu Sou de Deus
- 2012: Músicas e Mensagens

## Programas de Televisão
- Programa Santa Geração - Primeira Temporada - 2004-2012
- Programa Santa Geração - Segunda Temporada - 2014-2016